# Journal of Symplectic Geometry
Journal of Symplectic Geometry is een internationaal, aan collegiale toetsing onderworpen wetenschappelijk tijdschrift op het gebied van de wiskunde.
De naam wordt in literatuurverwijzingen meestal afgekort tot J. Symplect. Geom.
Het wordt uitgegeven door International Press en verschijnt 4 keer per jaar
Het eerste nummer verscheen in 2001.